# Google Scholar
Google Scholar（グーグル・スカラー）は、ウェブ検索サイトのGoogleの提供する検索サービスの一つ。主に学術用途での検索を対象としており、論文、学術誌、出版物の全文やメタデータにアクセスできる。Googleはそのデータベースのサイズを公開していないが、第三者機関の調査によれば、2014年5月時点、約1.6億の文章が含まれると推定される。

## 概要
普通のGoogle検索との違いは、ネット上に散らばっている同一論文をまとめて表示する点にある。論文本体が有料の査読つき雑誌に投稿されている場合でも、本人のウェブサイトに論文が無料でアップロードされている場合や、arXivにプレプリントがアップロードされているなどの場合は、検索結果右下の「全5バージョン」などと書かれている部分から、その論文本文にたどり着くことができる。検索時に使える演算子などについては、例えばAlfonzo (2016, Appendix)が詳しい。サービスの開始は2004年11月18日のベータ版の公開から。
2011年11月から新たな関連サービスとしてGoogle Scholar Citationsが一般公開された。これは学術文献の著者プロフィールとともに，その著作物が一元的に管理できるサービスである。
トップページの標語「巨人の肩の上に立つ」（Standing on the shoulders of giants）は、12世紀のフランスの学者シャルトルのベルナールの言葉とされるもので、現代の学問は多くの研究の蓄積の上に成り立つという意味である。